# Cruces (Cuba)
Cruces es una ciudad y municipio cubano situada en la provincia de Cienfuegos. Allí se encuentra el Parque Nacional Mal Tiempo, que conmemora la batalla que tuvo lugar ahí en 1895 entre las tropas independentistas cubanas y el ejército colonial español durante la Guerra de la Independencia de Cuba. 
Este municipio abarca una extensión de 123 km² e incluye los pueblos de Estrada Palma, Mal Tiempo, Marta y Monte Cristo.
La ciudad fue fundada en 1852 en el lugar conocido como Sabana de Ibarra. El ferrocarril llegó a Cruces en 1855.

## Personajes célebres
- Melba Hernández (1921-2014), abogada y política cubana, embajadora en Vietnam y Camboya.
- Generoso Jiménez (1917-2007), trombonista.